# Colonias de Cernícalo Primilla de la Ciudad Monumental de Cáceres
Colonias de Cernícalo Primilla de la Ciudad Monumental de Cáceres este o arie protejată (arie de protecție specială avifaunistică — SPA) din Spania întinsă pe o suprafață de 17,5 ha, integral pe uscat.

## Localizare
Centrul sitului Colonias de Cernícalo Primilla de la Ciudad Monumental de Cáceres este situat la coordonatele 39°28′30″N 6°22′10″W / 39.475°N 6.369444°V.

## Înființare
Situl Colonias de Cernícalo Primilla de la Ciudad Monumental de Cáceres a fost declarat arie de protecție specială avifaunistică în decembrie 2004 pentru a proteja 9 specii de animale.

## Biodiversitate
Situată în ecoregiunea mediteraneană, aria protejată nu include niciun habitat protejat.
La baza desemnării sitului se află mai multe specii protejate:
- păsări (8): lăstunul mare (Apus apus), Apus pallidus, barză albă (Ciconia ciconia), lăstun de casă (Delichon urbica), Falco naumanni, rândunică (Hirundo rustica), mierlă albastră (Monticola solitarius), codobatură galbenă (Motacilla alba)
- mamifere (1): liliacul mare cu potcoavă (Rhinolophus ferrumequinum)

Pe lângă speciile protejate, pe teritoriul sitului au mai fost identificate 1 specie de mamifere.